# Кто это сделал? (фильм, 1942)
«Кто это сделал?» (англ. Who Done It?) — американский комедийный детективный фильм 1942 года режиссёра Эрла Кентона. В главных ролях в фильме принимает участие дуэт комиков Эбботт и Костелло.

## Сюжет
Мервин Милгрим и Чик Ларкин работают в кафетерии одной из местных радиостанций. Их настоящая мечта, это делать детективные постановки для радио. Однажды дуэт посещает трансляцию радиопрограммы «Убийство в полночь». Неожиданно во время прямой трансляции президент радиостанции Полковник Эндрюс таинственным образом погибает. К его металлическому стулу был подведён электрический провод. Поскольку провод шёл из диспетчерской, то все решают, что это мог сделать только кто-то из работников студии, то есть кто-то из присутствующих. Не дожидаясь приезда полиции, дуэт начинает изображать из себя детективов в надежде распутать это дело и, заслужив авторитет, попасть на радио в отдел детективных программ.
Тем временем на студию прибывают настоящие детективы, которые в первую очередь подозревают «поддельных» детективов, поскольку те «странно себя ведут». Начинаются погони по всему зданию студии. Неожиданно обнаруживается новая жертва — личный лечащий врач Полковника Эндрюса тоже убит. Видя, что дело приобретает неприятный для них оборот, Мервин и Чик покидают здание. Случайно по радио Мервин узнаёт, что выиграл $10,000 на радиовикторине «Колесо Фортуны». Дуэт спешно возвращается в студию.
В это время несколько работников радио приходят к выводу, что на станции работает шпион. Он передаёт свои зашифрованные послания через программу новостей. Он же и совершил все эти убийства, чтобы замести следы. Не выдержав напряжения всех этих разоблачений, преступник случайно выдаёт себя. Мервин Милгрим и Чик Ларкин начинают преследование и задерживают агента.

## В ролях
- Бад Эбботт — Чик Ларкин
- Лу Костелло — Мервин Милгрим
- Патрик Ноулз — Джимми Тернер
- Уильям Гарган — лейтенант полиции Лу Моран
- Луиз Олбриттон — Джейн Литтл
- Томас Гомес — полковник Эндрюс
- Уильям Бендикс — детектив Бранниган
- Дон Портер — Арт Фрейзер
- Джером Кауэн — Марко Хеллер
- Мэри Уикс — Джульетта Коллинз
- Людвиг Штёссель — доктор Антон Марек
- Пол Дубов — актёр на радио (в титрах не указан)

## Выход на видео
Фильм трижды выпускался на VHS: в 1989, 1991 и 2000 годах. Также дважды на DVD — 10 февраля 2004 года, как часть сборника The Best of Abbott and Costello Volume One и 28 октября 2008 года на сборнике Abbott and Costello: The Complete Universal Pictures Collection.

## Интересные факты
- В фильме упоминается скетч «Кто на первой базе?» (англ. Who's on First?), который в своё время и прославил дуэт Эбботта и Костелло. Когда Мервин получает в подарок радиоприёмник и включает его, начинает звучать этот скетч, Мервин с криками: «О, нет, нет!» — спешно выключает радио.
- Сразу после выхода фильма Эбботт и Костелло отправились в тур по стране, агитируя покупать облигации военного займа[1].